# Museu Ferroviário de Juiz de Fora
Museu Ferroviário de Juiz de Fora é um museu localizado em Juiz de Fora, Minas Gerais. Dedicado à história da ferrovia no município e também no Brasil, foi inaugurado em agosto de 2003.

## História
O prédio que abriga o Museu Ferroviário serviu originalmente como sede da antiga Estrada de Ferro Leopoldina. Parte do conjunto arquitetônico da Praça Doutor João Penido (vulgo "Praça da Estação"), o local foi assumido pela Prefeitura de Juiz de Fora em 1999, passando por ampla reforma e sendo reaberto como museu em agosto de 2003.

## Acervo
O acervo do Museu Ferroviário é disposto em diversas vitrines, painéis e ambientes cenográficos, espalhados por cinco salas. Constituído por 400 peças, é composto por móveis, instrumentos de comunicação e de trabalho, publicações técnicas, fotografias, equipamentos científicos, louças e miniaturas. Na área externa do museu, são apresentadas duas locomotivas a vapor originais.

## Administração
O Museu Ferroviário é administrado pela Prefeitura de Juiz de Fora por meio de um convênio assinado entre a RFFSA e a Funalfa. Por meio dele, foi cedido o acervo e o prédio onde funciona o museu, e o conjunto foi posteriormente tombado pelo Instituto Estadual do Patriômio Histórico e Artístico (IEPHA), sendo o edifício também tombado pelo município.

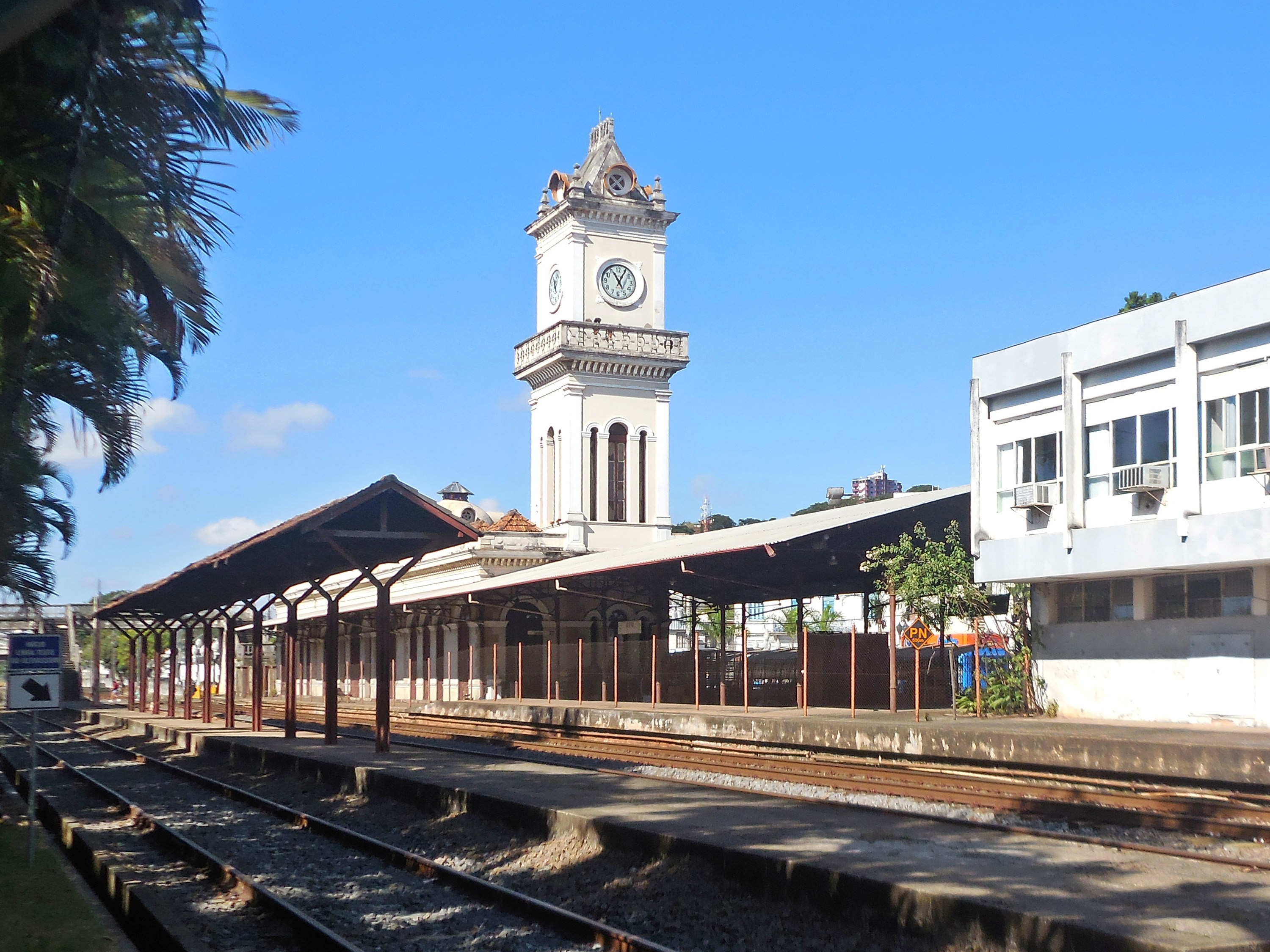
Interior da Estação de Juiz de Fora
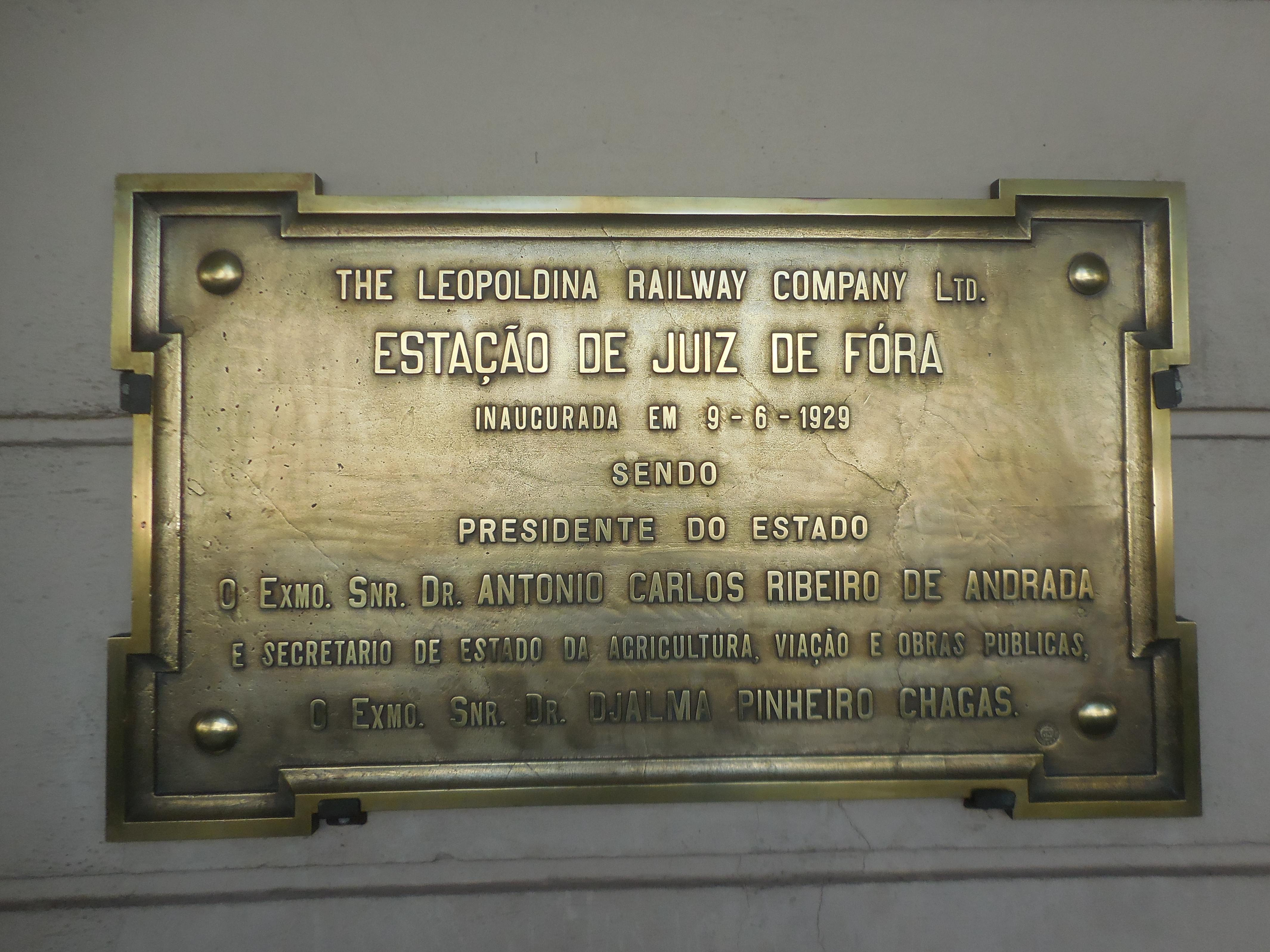
Placa de inauguração da Estação de Juiz de Fora (9 de junho de 1929)
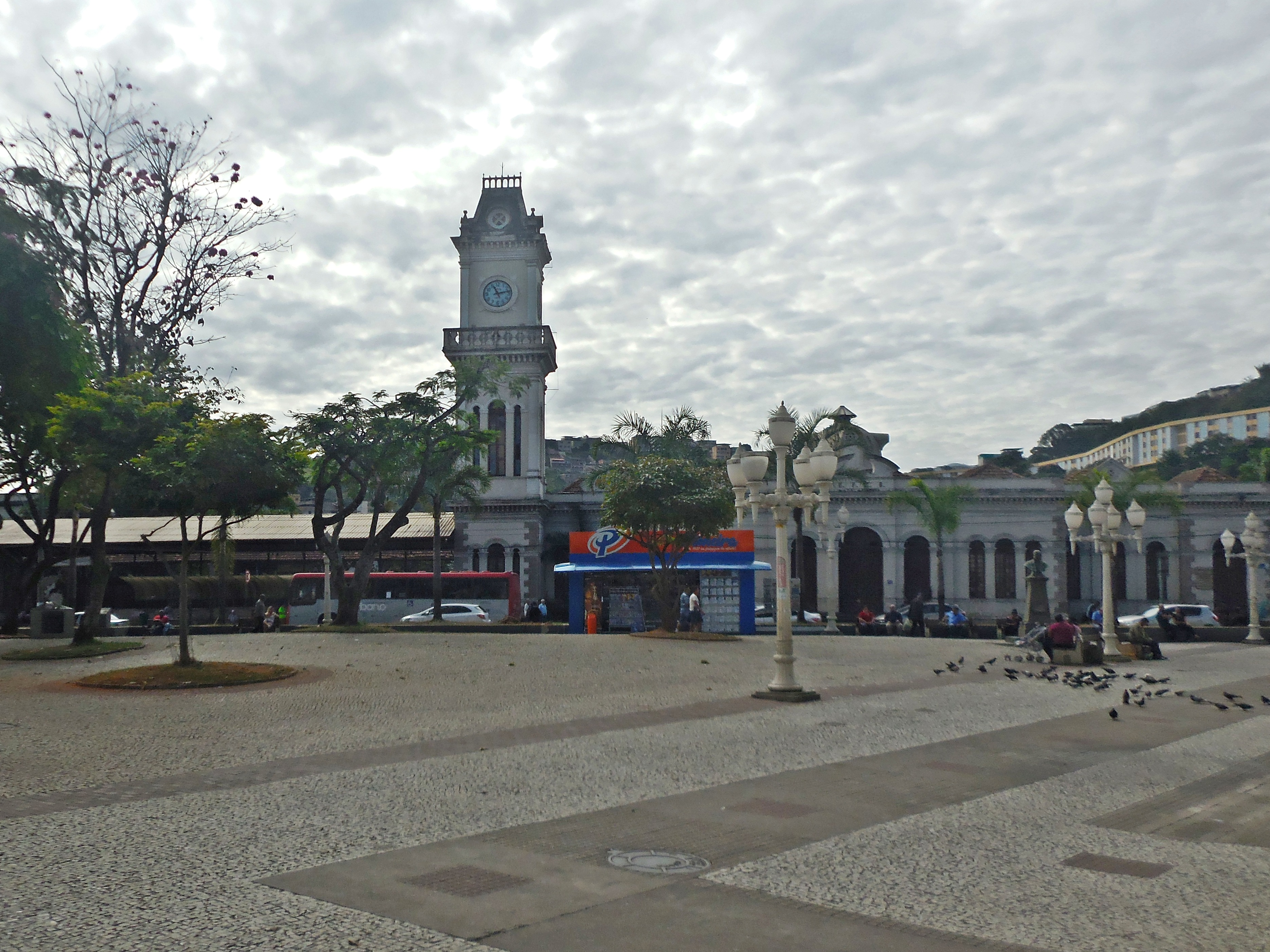
Praça Doutor João Penido e estação ferroviária ao fundo.
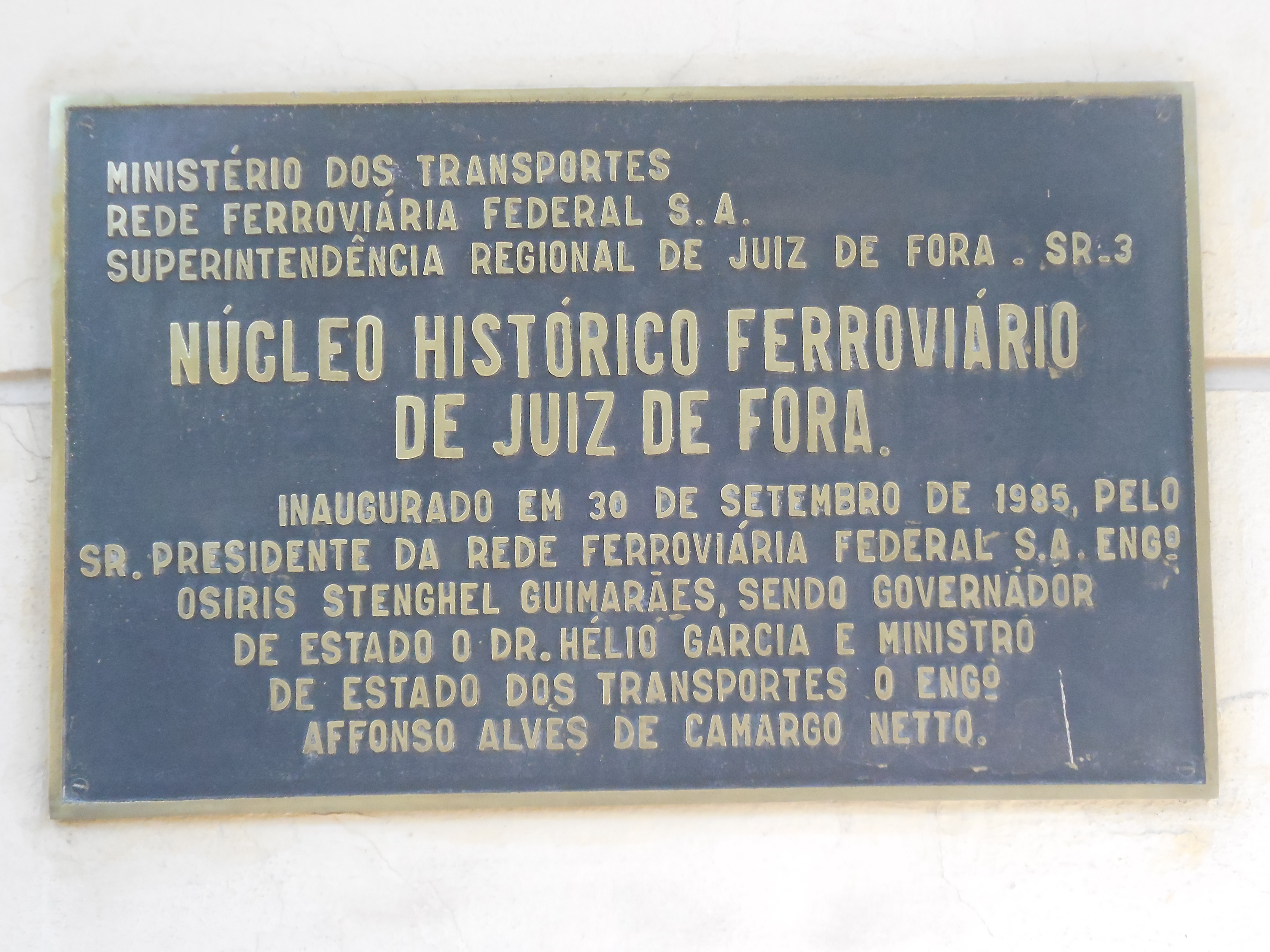
Placa de inauguração do Núcleo Histórico Ferroviário de Juiz de Fora (30 de setembro de 1985)